# Cardioderma cor
Cardioderma cor é uma espécie de morcego da família Megadermatidae. Pode ser encontrada na África oriental. É a única espécie do gênero Cardioderma.